# Powiat Grimmen (1818–1952)

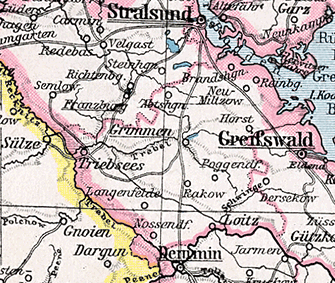
Mapa powiatu z 1905 r.

Powiat Grimmen (niem. Landkreis Grimmen, Kreis Grimmen) – dawny powiat na terenie kolejno Prus, Cesarstwa Niemieckiego, Republiki Weimarskiej oraz III Rzeszy, istniejący od 1818 do 1952.  Do 30 września 1932 należał do rejencji stralsundzkiej, w prowincji Pomorze, ale dzień później został włączony do rejencji szczecińskiej w tej samej prowincji. Teren dawnego powiatu leży obecnie w Niemczech, w kraju związkowym Meklemburgia-Pomorze Przednie w powiecie Vorpommern-Rügen.
1 stycznia 1945 w skład powiatu wchodziły:
- trzy miasta: Grimmen, Loitz i Tribsees
- 64 inne gminy.